# Pic McCarty
Pour les articles homonymes, voir McCarty.
Le pic McCarty (en anglais : McCarty Peak) est un sommet montagneux américain dans le borough de la péninsule de Kenai, en Alaska. Il culmine à 1 966 mètres d'altitude dans les montagnes Kenai, protégé au sein du parc national des Kenai Fjords, dont il est le point culminant.